# Tinajo
Tinajo – gmina w Hiszpanii, w prowincji Las Palmas, we wspólnocie autonomicznej Wysp Kanaryjskich, o powierzchni 135,29 km². W 2011 roku gmina liczyła 5716 mieszkańców.